# ジョーイ・ガーバー
ジョゼフ・クリフ・ガーバー（Joseph Cliff Gerber, 1997年5月3日 - ）は、アメリカ合衆国ミネソタ州ヘネピン郡メイプルグローブ出身のプロ野球選手（投手）。右投右打。現在は、タンパベイ・レイズ所属。

## 経歴

### プロ入りとマリナーズ時代
2018年のMLBドラフト8巡目（全体238位）でシアトル・マリナーズから指名され、プロ入り。契約後、傘下のA-級エバレット・アクアソックスでプロデビュー。A級クリントン・ランバーキングスでもプレーし、2チーム合計で22試合に登板して1勝0敗8セーブ、防御率2.10、43奪三振を記録した。
2019年はA+級モデスト・ナッツとAA級アーカンソー・トラベラーズでプレーし、2チーム合計で44試合に登板して1勝4敗8セーブ、防御率2.59、69奪三振を記録した。
2020年8月4日にメジャー契約を結んでアクティブ・ロースター入りし、同日のロサンゼルス・エンゼルス戦でメジャーデビューを果たした。この年は17試合に登板して1勝1敗、防御率4.02、6奪三振を記録した。
2021年は開幕を故障者リストで迎えた。その後、7月には背中の手術を受けたため、このシーズンは全休した。
2022年6月18日にDFAとなり、21日に自由契約となった。

### ヤンキース傘下時代
2022年7月25日にニューヨーク・ヤンキースとマイナー契約を結んだ。移籍後は故障の影響でこの年の残りシーズンと2023年シーズンを全休した。
2024年6月に傘下のルーキー級フロリダ・コンプレックスリーグ・ヤンキースで2年ぶりの公式戦登板を果たした。この年マイナーでは他にA+級タンパ・ターポンズ、AA級トレントン・サンダー、AAA級スクラントン・ウィルクスバリ・レイルライダースでもプレーしており、4チーム合計で26試合（先発1試合）に登板して2勝1敗1セーブ、防御率2.43、40奪三振を記録した。オフの11月4日にFAとなった。

### レイズ時代
2024年12月18日にタンパベイ・レイズとマイナー契約を結んだ。
2025年は傘下のAAA級ダーラム・ブルズで開幕を迎えた。7月17日にメジャー契約を結んでアクティブ・ロースター入りした（ただし、メジャーではなくそのままAAA級ダーラム配属）。

## 投球スタイル
投球フォームが特徴的で、腰を落とした状態でセットした後、クロスステップしてサイドスローに近いアングルで投げ込んでくるものである。しかも早くセットし、小さなテイクバックで投げ込んでくるため、右打者は球の出どころが見えにくく、慣れないうちはぶつけられそうな錯覚に陥ると言われている。メジャー1年目の2020年はピンチになると失投することが多かった。

## 詳細情報

### 年度別投手成績
| 年 度    | 球 団    | 登 板 | 先 発 | 完 投 | 完 封 | 無 四 球 | 勝 利 | 敗 戦 | セ 丨 ブ | ホ 丨 ル ド | 勝 率 | 打 者 | 投 球 回 | 被 安 打 | 被 本 塁 打 | 与 四 球 | 敬 遠 | 与 死 球 | 奪 三 振 | 暴 投 | ボ 丨 ク | 失 点 | 自 責 点 | 防 御 率 | W H I P |
| -------- | -------- | ----- | ----- | ----- | ----- | -------- | ----- | ----- | -------- | ----------- | ----- | ----- | -------- | -------- | ----------- | -------- | ----- | -------- | -------- | ----- | -------- | ----- | -------- | -------- | ------- |
| 2020     | SEA      | 17    | 0     | 0     | 0     | 0        | 1     | 1     | 0        | 5           | .500  | 62    | 15.2     | 13       | 1           | 5        | 0     | 1        | 6        | 1     | 0        | 8     | 7        | 4.02     | 1.15    |
| MLB：1年 | MLB：1年 | 17    | 0     | 0     | 0     | 0        | 1     | 1     | 0        | 5           | .500  | 62    | 15.2     | 13       | 1           | 5        | 0     | 1        | 6        | 1     | 0        | 8     | 7        | 4.02     | 1.15    |

- 2024年度シーズン終了時

### 年度別守備成績
| 年 度 | 球 団 | 投手（P） | 投手（P） | 投手（P） | 投手（P） | 投手（P） | 投手（P） |
| 年 度 | 球 団 | 試 合     | 刺 殺     | 補 殺     | 失 策     | 併 殺     | 守 備 率  |
| ----- | ----- | --------- | --------- | --------- | --------- | --------- | --------- |
| 2020  | SEA   | 17        | 2         | 0         | 0         | 1         | 1.000     |
| MLB   | MLB   | 17        | 2         | 0         | 0         | 1         | 1.000     |

- 2024年度シーズン終了時

### 背番号
- 59（2020年）